# General Electric GE36
Le General Electric GE36 était un moteur d'avion expérimental, un hybride entre un turbofan et un turbopropulseur désigné « propfan », ou « unducted fan » (UDF), « soufflante non-carénée » en français. Il fut développé par le constructeur américain General Electric Aircraft Engines (depuis devenu GE Aviation),.

## Conception et développement
Le programme UDF débuta en fait dès l'année 1975, en plein cœur de l'embargo exercé par les pays de l'OPEP pendant les années 1970, lors du premier choc pétrolier. Le gouvernement américain fit pression sur la NASA pour qu'elle trouve une solution viable permettant à l'aviation civile de faire face à l'envolée des prix du pétrole et, en février 1975, l'agence américaine forma l’Intercenter Aircraft Fuel Conservation Technology Task Force pour explorer plusieurs options, desquelles se dégagèrent deux projets principaux : Le modèle 578-DX, de Pratt & Whitney/Allison, et le GE36 de General Electric.
Le 29 août 1985, le GE36 effectua son premier essai au sol à Peebles (Ohio), deux ans seulement après que GE ait présenté son concept à la NASA,. Au cours des essais suivants, il démontra sa capacité à fonctionner pendant le longues périodes à pleine puissance, avec une poussée produite supérieure à 110 kN. Il effectua également d'autres tests concernant la résistance aux impacts de volatiles, au cours desquels il démontra sa solidité face à des oiseaux d'une masse de 2 kg.
Bien que le moteur ait fait preuve d'une consommation spécifique de carburant extrêmement faible, le niveau du bruit en fonctionnement posait un réel problème pour les passagers présents dans la cabine de l'avion, même en installant ces moteurs à l'arrière du fuselage. Toutefois, le bruit ne fut pas considéré comme un obstacle insurmontable. D'ailleurs, des recherches actuelles tendent à démontrer que les constructeurs ont partiellement réussi à diminuer ce phénomène, en concevant des pales mieux dessinées, à grand renfort de calculs et de simulations sur ordinateur.
En fait, le problème de ce moteur ne venait pas de lui-même, ni de certaines inquiétudes pour la sécurité des vols (une pale qui casserait en vol pourrait sectionner une partie de fuselage vitale dans son élan), mais plutôt de la période à laquelle il avait été conçu. Il apparut en effet en pleine période de détente économique, après la fin de l'embargo des pays de l'OPEP, et les années 1980 firent face à une importante baisse des prix du pétrole. Dans ce contexte économique, alors moins contraignant pour les compagnies aériennes comme pour les avionneurs du monde entier, un moteur dont la conception était axée sur l'économie de carburant devint soudainement moins intéressant, et ce fut justement ce qui précipita la fin de sa carrière. Enfin, sur un plan purement visuel, le public percevait d'un mauvais œil ces moteurs, dont les hélices sonnaient irrémédiablement comme un moyen de propulsion « lent et vieillot » à leurs oreilles.
Toutefois, bien que ces moteurs n'aient pas atteint le stade de la production en série, la technologie mise au point pour leur conception, comme les pales en matériau composite à fibre de carbone, ne fut pas un effort vain. En fait, elle leur survécut et fut ensuite utilisée sur les moteurs suivants, comme par exemple les General Electric GE90 et General Electric GEnx équipant les Boeing 747, Boeing 777 et Boeing 787,,.

## Caractéristiques
Le GE36 utilisa comme base de développement le turbofan militaire General Electric F404, dont le flux d'échappement mélangé était diffusé à travers une turbine de puissance qui mettait en rotation deux étages de soufflante contrarotatifs de 10 et 8 pales (initialement 8 et 8). La forme en cimeterre des pales des soufflantes (on parle alors d'« hélices-cimeterres ») leur permet d'opérer à des vitesses atteignant Mach 0,75, soit environ 925 km/h au niveau de la mer. La turbine de puissance était constituée de 7 étages (initialement 6,) et de guides aérodynamiques d'entrée et de sortie de turbine. Ces 7 étages de turbine étaient en fait des empilements de 7 paires de rotors contrarotatifs (donc 14 en tout), chaque rotor tournant dans le sens inverse de celui qui le précédait. Il n'y avait en fait aucun stator. Cette turbine a éléments contrarotatifs tournait à la moitié de la vitesse d'une turbine classique et ne nécessitait donc pas de boîtier à engrenages pour entraîner les soufflantes.
Les hélices externes, conçues par Hamilton Standard étaient désignées SR-7A et étaient dotées de pales à incidence variable. Elles étaient maintenues en position « drapeau » lorsque le moteur était arrêté, puis pivotaient doucement jusqu'à leur position normale pendant la mise en route du moteur. Le mélangeur d'échappement, partie qui réunissait les deux flux du moteur F404 servant de générateur de gaz, avait un rôle particulièrement important sur le GE36 ; il devait en-effet relier la partie turbine de puissance (entraînant les hélices) à l'échappement du F404, mais jouait aussi le rôle de support arrière pour le moteur tout-entier.

## Applications
- Boeing 7J7 : Application proposée ;
- Boeing 727 : Un exemplaire utilisé par la NASA a effectué des tests en 1986[11] ;
- McDonnell Douglas MD-81 : Le GE36 a également été vu au salon aéronautique de Farnborough de 1988[12] ;